# Twilight Constrictor
Twilight Constrictor è il centoquattresimo album in studio del chitarrista statunitense Buckethead, pubblicato il 29 agosto 2014 dalla Hatboxghost Music.
Si tratta del settantacinquesimo disco appartenente alla serie "Buckethead Pikes".

## Tracce
Musiche di Buckethead.
1. For Your Safety – 4:08
2. All Limbs – 4:58
3. Inside – 3:34
4. Twilight Constrictor – 17:35

## Formazione
- Buckethead – chitarra, basso, programmazione